# Kantai Collection
Pour l’anime, voir Kantai Collection (anime).
Kantai Collection (艦隊これくしょん, Kantai Korekushon, littéralement « Collection de la flotte combinée »), abrégé en KanColle (艦これ, KanKore), est un jeu sur navigateur free-to-play japonais développé par Kadokawa Games et lancé le 23 avril 2013,. Ce jeu n'est disponible qu'au Japon ; à la fin mai 2014, il comptait plus de deux millions de joueurs inscrits, et trois millions dès avril 2015. Il consiste à gérer une flotte de navires de guerre de la Seconde Guerre mondiale représentés par des jeunes filles.
L’univers du jeu a été adapté sur divers médias, dont un jeu de rôle officiel, des mangas et des romans. Un jeu sur PlayStation Vita est sorti le 19 février 2016, et une série télévisée d'animation de 12 épisodes produite par le studio Diomedéa est diffusée entre janvier et mars 2015,,,,. Une autre série télévisée d'animation de 8 épisodes intitulée "KanColle: Itsuka Ano Umi de" (艦これ いつかあの海で, "KanColle: Un Jour dans cette Mer") fu produite par le studio ENGI est diffusée entre novembre 2022 et mars 2023.

## Jeu
Le jeu est un jeu sur navigateur, initialement code en Adobe Flash ("phase 1" de 2013 à 2018), eu aujourd'hui codé en HTML5 ("phase 2", depuis 2018), uniquement accessible sur le site officiel "DMM Games", et est limité à une résolution de 1080p en 60 fps. Un portage officiel du jeu est également disponible pour appareils Android via le magasin d'applications dédié de DMM Games, adaptant légèrement l'interface de la version navigateur pour un usage tactile sur petit écran.
Le jeu fonctionne suivant un modèle "free to play", étant entièrement accessible gratuitement. Il y a la possibilité d'acheter en argent réel (convertis en "points DMM") via la boutique du jeu divers éléments, tels que des ressources et consommables standards, des consommables premiums, et certains éléments exclusifs comme des emplacements de cale sèche supplémentaires (pour augmenter le nombre de navires et équipement possédés).
Le jeu est actuellement destiné à un public vivant au Japon, son interface étant presque exclusivement en japonais et son accès étant limité aux joueurs ayant une adresses IP physiquement au Japon. Il est néanmoins possible d'y accéder à l'aide d'un réseau privé virtuel (VPN), ou plus communément via un logiciel de contournement d'adresses IP, mais cela contrevient techniquement aux conditions d'utilisation (bien aucune sanction n'est jamais été identifiée pour ce genre de connections). L'ouverture des serveurs et autres fonctionnalités techniques du jeu se sont faites périodiquement, à cause d'une trop grande affluence de nouveaux joueurs qui surchargeaient les serveurs.

### Univers
Le jeu "Kantai Collection" (艦隊これくしょん, Kantai Korekushon, littéralement « Collection de la flotte combinée ») fait directement référence à la doctrine de la "Flotte combinée" (聯合艦隊, Rengō Kantai) de marine impériale japonaise, c'est-à-dire une grande force navale, servant à mener des batailles décisives.
Le joueur prend alors le rôle d'un amiral (提督, teitoku), à la charge d'une flotte de « filles navires » (艦娘, Kanmusu, abréviation de Kantai Musume), des anthropomorphes moe représentant des navires de guerre de la Seconde Guerre mondiale (principalement ceux de la Marine impériale japonaise), et affrontant la "force des Abysses", des sorte de Kanmusu monstre, servant d'antagoniste et ayant pris le contrôles des océans, le tout se passant canoniquement dans "un futur proche" des années 2XXX.
Les filles du jeu sont donc basées sur des navires ayant réellement existés, étant canoniquement leur réincarnation, et dont l'histoire est en partie racontée dans le jeu. Leur apparence et personnalité sont également inspirées par le navire qu'elles représentent, les plus petits navires étant généralement des écolières ou collégiennes, et les plus gros vaisseaux étant plus fréquemment des femmes plus matures. Les uniformes des filles représentent également les navires qu'elles représentes, incorporant divers éléments tels que des canons, des torpilles des éléments de coque ou pont d'envol, etc.
Par exemple, la mascotte du jeu, le destroyer Shimakaze, est approximativement une collégienne, et a une personnalité hyperactive, liée au fait qu'elle été le destroyer le plus rapide la flotte japonaise, et elle porte un tourelle lance torpille quintuple et est accompagnée de "robot tourelles" de 12.7 cm, soit l'armement principal du navire.
Le jeu se permet également d'introduire divers éléments propres à la culture japonaise, allant de la célébration annuelle du "Setsubun", à celle de Noël, les filles participant à ces activités comme le feraient des personnes normales, se changeant pour l'occasion.
Dans le jeu, les principales ressources, à savoir le carburant, les munitions, l'acier, et la bauxite (minerai d'aluminium), représentent les ressources critiquent à l'économie de guerre, et il en est de même pour la majorité des ressources et consommables du jeu, représentant des éléments réels et à la fonction plus ou moins cruciale. Une exception majeur est le "matériel de réparation instantanée" (communément appelées "sceau" dans le jeu), qui répare magiquement les navires.
En plus des fille navires, le jeu porte une attention très forte sur les équipements de ces navires, allant de l'artillerie principale à grue de réparation, en passant par les divers aéronefs embarqués, chaque équipement alors représentant des éléments réels, soient directement utilisées par les flottes de la Seconde Guerre mondiale (par exemple de légendaire chasseur Zéro), soit des prototypes et des projets qui auraient pu y voir le jour (ex. le Shinden).
Le cœur du gameplay du jeu tourne également autour des "sorties", où les flottes partent combattre en mer sur différentes "cartes", et dont les locations sont basées sur des lieux réels (par exemple le premier monde représente les mers côtières du Japon), et dont les agencements sont des reconstitutions de batailles réelles, tels que l'Opération Neptune ou la Bataille du golfe de Leyte. De plus, une des thématique du jeu est le fait de "déjouer le destin", notamment celui qui est liée à l'esprit des différents navires, avec par exemples des évènements tels que la Bataille du golfe de Leyte ou encore celle du Convoi PQ 17, dont le sort se termine "favorablement". Le jeu reste très centré sur le Japon, sur ses navires, ses équipements, ses batailles et sa culture, mais n'est ni pro force de l'Axe, ni anti-Alliers, les navires de toutes les nationalités combattants côte à côte.
Enfin, de nombreux éléments de gameplays font directement écho à des éléments historiques, que ce soit le noms et la forme de certaines mécaniques (par exemple les types de flottes et d'engagements), ou même de l'interface du jeu invoque de nombreux aspect du Japon des années 1940. Par exemple, en juillet 2015, il y a 20 serveurs, chacun étant nommé d'après une base navale japonaise de la Seconde Guerre mondiale.
Le créateur du jeu s'oppose aux armes "mauvaises", et se refuse donc a incorporer tout éléments qu'il considère comme tel, notamment les Kamikazes.

### Gameplay
En temps qu'amiral, le joueur organise des flottes, comprenant généralement six navires, afin de les engager dans diverses batailles. Les actions du joueur sont celle d'un "amiral", gérant les aspects stratégiques tels que la gestion et la compositions des flottes, leurs armements et équipements, et les formations de batailles, avec notamment tous les autres aspects qui relèveraient d'un "capitaine" tels que le combat lui même étant entièrement automatisés,.
Le joueur dispose de quatre flottes différentes, qu'il peu choisir d'envoyer au combat afin d'accomplir des missions, ou bien en expéditions afin d'y récupérer des ressources.
Le cœur du jeu est le combat contre la flotte des abysses via diverses "sorties", soit du "PVE", où des centaines d'engagements possibles sont accessible via les sept zones de jeu, elles-mêmes divisées en plusieurs cartes, encore divisées en plusieurs nœuds, comprenant batailles, ravitaillement, et navigation diverse.
Les joueurs peuvent également participer à des "exercices de manœuvres", où ils se confrontent aux flottes d'autres joueurs du même serveur ("PVP"), servant ici d'entrainement et ne présentant aucun risque pour la flotte engagée. Il est aussi possible de rivaliser avec les scores des uns et des autres au moyen d'un classement mensuel, récompensant les meilleurs joueurs de chaque serveur.
Le joueur progresse ainsi majoritairement dans le jeu via les sorties, au travers des cartes, en gagnant des points d'expérience en faisant entre autres du « grinding ». Il gère sa flotte en la ravitaillant, la réparant, ou la réarrangeant, avec des navires en sa possession, tout en en obtenant de nouveaux navires, en les construisant, mais surtout en les obtenant en récompense de victoires de bataille ou de quêtes. De nouveaux équipements peuvent également être conçus, fabriqués ou récompensés, permettant selon leur combinaison, aux navires de faire face aux différentes situations de combat. Les combats comme la création et l'obtention de nouveaux navires et d'équipements sont fortement aléatoires, le joueur n'ayant que des leviers d'action indirects. La construction, le réapprovisionnement et la réparation des navires sont tributaires des quatre types de ressources principales, dont les réserves se reconstituent partiellement d’elles-mêmes au fil du temps, ainsi que d'autres ressources plus limitées ; le joueur pouvant en obtenir en certains endroits précis, ou notamment au cours d'expéditions ou de quêtes.
Les navires peuvent être personnalisés en remplaçant ou en ajoutant divers équipements, qui modifient leurs caractéristiques et peuvent conférer des compétences spéciales dans certains cas en fonction de leurs combinaisons. Ces équipements comprennent notamment l'artillerie navale, l'armement anti-aérien, les torpilles, les bombardiers-torpilleurs, les bombardiers en piqué, les avions de chasse, les hydravions, les avions de reconnaissance, les radars, les sonars, les obus, les grenades anti sous-marines, et bien d'autres équipements de soutien spécifiques. L'efficacité des navires en combat dépend de leurs attributs, à savoir leur puissance de feu d'artillerie, de torpilles, antiaérienne, anti-sous-marine, leurs points de vie, armure, esquive, capacité en avions, portée d'attaque, ligne de vue et chance, et d'autres facteurs de flottes tels que la puissante de chasse aérienne ou de bombardement.
Les kanmusu deviennent plus fortes en acquérant de l'expérience et en montant de niveau grâce aux sorties. Elles peuvent également être remodelées une fois un certain niveau atteint, ce qui modifie et renforce leurs attributs, ces refontes correspondant à la procédure réelle de modernisation de certain navires. Les navires indésirables peuvent être consommés par d'autres par un processus appelé « modernisation » (近代化, Kindai-ka), ce qui augmente certains attributs en fonction des navires utilisés, ou peuvent être simplement déduites pour récupérer des ressources. Les filles navire ont un état de fatigue, allant du « scintillement » (haut moral) qui augmente leur performances, au morales oranges et rouge (faible et très faible) qui diminue leurs capacités. La fatigue évolue selon les actions menées, remontant notamment en patientant ou effectuant certaines actions, tel que la consommation de  déserts par le navire de ravitaillement Mamiya (consommable premium). Les navires endommagés présentent une icône fumant dans les menus et la fille est visuellement blessée avec généralement des vêtements déchirés. Si les points de vie tombent a zéro, le navire est coulé et est irrécupérable, à moins qu'une « équipe de réparation d'urgence » n'ait été équipée (consommable premium).
Le niveau maximum des kanmusu est 99, mais il est possible à l'amiral « d'épouser » (littéralement "mariage provisoire", ケッコンカッコカリ) une fille et de faire passer son niveau maximum possible à 180 tout en améliorant les attributs et réduisant les consommations de carburant et de munitions de la « mariée », demandant l'usage d'un consommable premium.
Divers évènements sont organisés périodiquement (2 à 4 fois par an), où en plus des mondes de sorties standards, est ajouté un zone de combat limitée, étant des reconstitutions de batailles historiques de la Seconde Guerre mondiale, et dont la complétion est un des objectifs majeur du jeu, apportant de nouveaux navires et permettant d'obtenir des navires rares exclusifs, pouvant être participé en divers niveaux de difficulté allant du casuel au difficile, les plus haut niveaux apportant les meilleures récompenses.
En juin 2024, le jeu comporte un total de 301 navires différents (excluants les divers remodels), et 530 équipements différents.

### Autres Jeux

#### KanColle Kai
Le jeu a également été porté sur PS Vita, reprenant le même moteur de jeu et la grande majorité des mécaniques et éléments artistiques du jeu originel, l'adaptant pour être plus adapté à un achat unique (il n'est plus free-to-play), et avec notamment une certaine narration pouvant amené à une fin (défaite ou victoire de la guerre).

#### KanColle Arcade
Une version sur borne d'arcade a également été développée et éditée par SEGA, prenant une approche très différente du jeu originel, étant notamment en 3D, avec un contrôle complet du déroulement des batailles par le biais d'une barre et de contrôleurs de vitesse physiquement présents sur l'arcade. Les joueurs sont également encouragés à collectionner physiquement les cartes des divers navires du jeu.

#### Autres
Un Jeu de rôle sur table existe également.

## Adaptations

### Manga
C2 Architecture n'a pas produit de manga officiel pour la franchise, mais a tout de même participé et approuvé divers projets de dōjin au cours de ans.
Des dōjin notables sont:
- Fubuki, Ganbarimasu! (艦隊これくしょん -艦これ- 4コマコミック 吹雪、がんばります! )
- Naval Base Communications (鎮守府通信, Chinjufu tsuushin)
- Someday in the Calm Seas (艦これ: いつか静かな海で,KanColle: Itsuka Shizukana Umi de)
- Torpedo Squadron Chronicle (水雷戦隊クロニクル, Suirai Sentai Kuronikuru)

### Série d'animation
Une adaptation du jeu vidéo en série télévisée d'animation est annoncée en septembre 2013 au Kadokawa Game Studio. La série est produite par Diomedéa, réalisée par Keizō Kusakawa, et le scénario est écrit par Jukki Hanada. Les douze épisodes de l'anime sont diffusés entre janvier 2015 et mars 2015. Dans les pays francophones, la série est diffusée en simulcast par Crunchyroll.
Une autre série télévisée a été annoncée en 2019, ayant le destroyer Shigure comme protagoniste, et se passant dans un univers différent, non plus dans un "futur distant", mais directement durant la Seconde Guerre mondiale, à partir d'octobre 1944, adoptant un ton plus sombre que le reste de la franchise. Intitulée "KanColle: Itsuka Ano Umi de" (艦これ いつかあの海で, "KanColle: Un Jour dans cette Mer") et produite par le studio ENGI et ne faisant que 8 épisodes, elle est diffusée entre novembre 2022 et mars 2023, et est également disponible sur Crunchyroll.

### Film d'animation
Un film de 90 minutes, Gekijouban Kantai Collection: KanColle, est diffusé en 2016, et étant dans la continuité du premier anime.